# Bad Blumau
Bad Blumau – gmina uzdrowiskowa w Austrii, w kraju związkowym Styria, w powiecie Hartberg-Fürstenfeld. Według danych Austriackiego Urzędu Statystycznego liczyła 1594 mieszkańców (1 stycznia 2015).

## Współpraca
Miejscowości partnerskie:
- Dalmand, Węgry
- Göfis, Vorarlberg
- Ramsau am Dachstein, Styria